# Дмитровский трикотаж
Дмитровский трикотаж (Дмитровская перчаточная фабрика) — одно из старейших предприятий по выпуску трикотажных изделий. Расположено в городе Дмитрове Московской области.

## История
Трикотажная фабрика была образована в октябре 1934 года. Фабрика разместилась на южной окраине города, возле присоединённой к Дмитрову в 1932 году Подлипецкой слободы.
В 1941 году фабрика была эвакуирована в город Советск Кировской области. В соседнем парке «Берёзовая роща» располагалась зенитная батарея. Во время очередного налёта вражеской авиации 5 ноября 1941 года сильно пострадали здание фабрики и ближайшие кварталы, погибло 12 человек в домах от трикотажной фабрики.
Уже в начале 1942 года — возвращение, восстановление производства. Для стрелков Красной армии фабрика выпускала специальные двухпалые рукавицы с отдельно вывязанным указательным пальцем, чтобы боец мог нажимать на курок ударно-спускового механизма оружия, не снимая рукавицы.

На 20 дней раньше срока вступила в строй действующих предприятий района трикотажно-перчаточная фабрика. Как только Красная армия освободила территорию нашего района от немецко-фашистских захватчиков, дружный коллектив фабрики засучив рукава принялся за восстановление своего производства. Группа рабочих под руководством техника Белова заново восстановила паросиловое хозяйство, начальники смен т.т. Федорова и Костерева, слесаря т.т. Лапин и Шалыгин установили вязальные машины. Самоотверженно работал на восстановление производства техник Буканов. Не считаясь со временем и погодой он постоянно находился в цехах фабрики. Его не пугали сорокоградусные морозы, — ибо он знал, что в такую же погоду Красная армия громит врага на поле битвы.

Из призванных на фронт 42 человека погибли. В 1966 году в память об этом событии был установлен памятник у стен предприятия с фамилиями погибших.

### Послевоенные годы
При фабрике работало ФЗУ. В 1952 году был построен двухэтажный клуб на 280 мест. Строительство клуба способствовало развитию различных кружков художественной самодеятельности.
В 1957—1966 годах на фабрике были построены новые производственные цеха.
В 1959 году предприятие было переименовано в Дмитровскую перчаточную фабрику.
Одни из первых среди предприятий в Дмитровском районе бригады С. Батуриной и В. Грязновой добились звания «Бригады коммунистического труда».
В 1962 году фабрике было присвоено звание «Предприятие коммунистического труда». В 1968 году — «Предприятие высокой культуры производства и организации труда».
В 1973 и 1975 году к ней присоединяют Клинскую и Бронницкую фабрики, образовав Дмитровское производственное трикотажно-перчаточное объединение. Управление новой структурой разместилось в Дмитрове. В эти годы производственное объединение выпускало около 30 % «носочно-перчаточной» продукции в стране.

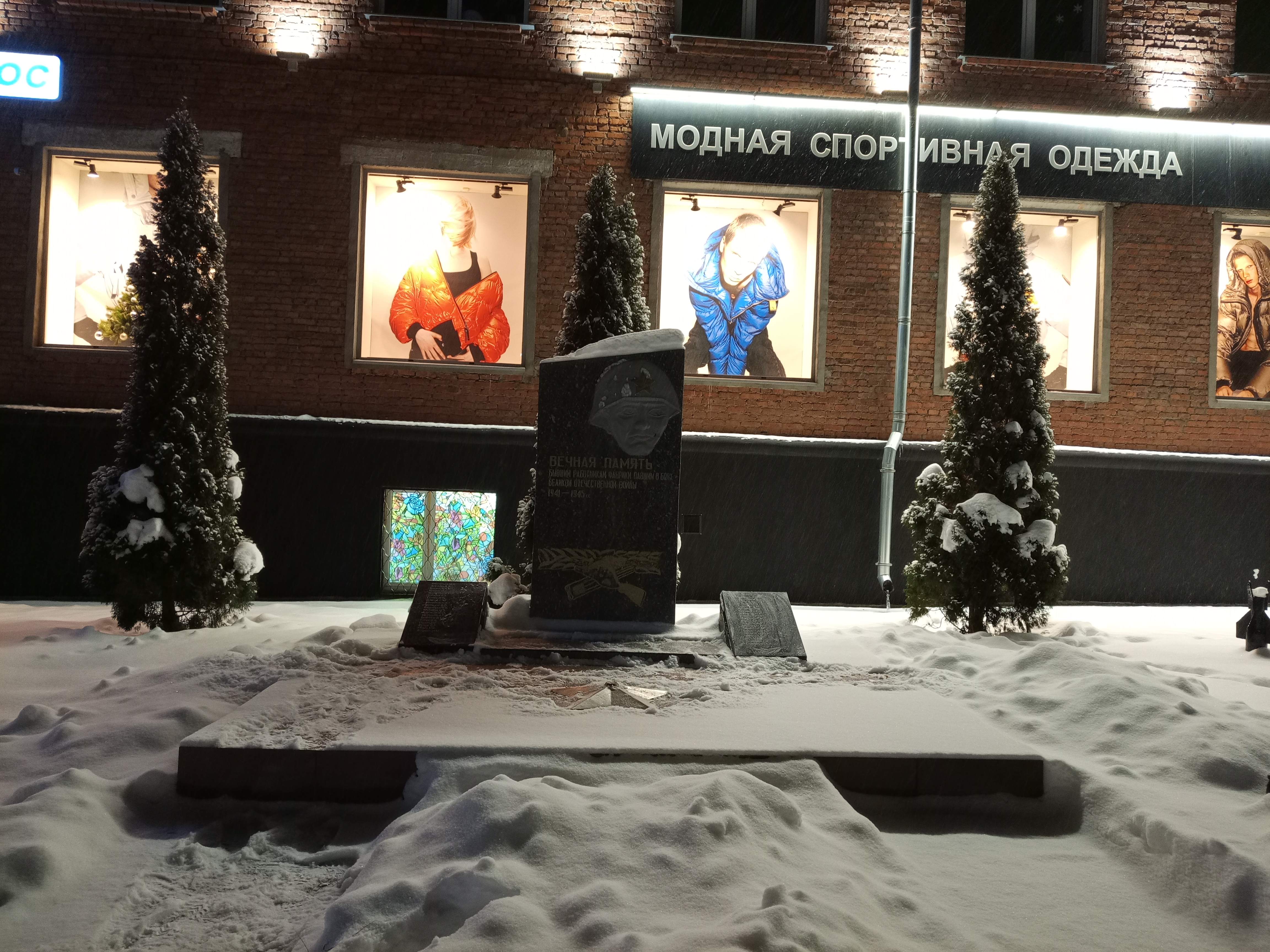
Памятник погибшим работникам Дмитровской трикотажной (перчаточной) фабрики в годы ВОВ

В девятую пятилетку предприятием было отправлено на экспорт более 100 тысяч пар трикотажных изделий.
В начале десятой пятилетки было построено новое административное здание трикотажно-перчаточного объединения.
В 1991 году фабрика была переименована в АОЗТ «Дмитровский трикотаж». В 2001 году продукция предприятия стала лауреатом премии «100 лучших товаров России».